# Idiocera maharaja
Idiocera maharaja är en tvåvingeart som först beskrevs av Alexander 1961.  Idiocera maharaja ingår i släktet Idiocera och familjen småharkrankar. Inga underarter finns listade i Catalogue of Life.